# Paltruc
Un paltruc (poltruc, peltruc, poltrú) est une boutifarre (charcuterie catalane) cuite de gros diamètre.

## Confection
C'est une charcuterie faite à partir de la vessie ou du gros intestin (paltruc) du cochon, rempli de viande de cochon hachée et assaisonnée,.
Selon le type de viande il y en a différentes sortes :
Dans le paltruc noir (appelé aussi évêque noir, ou de sang, ou bisbot noir), la viande et le sang du cochon, une fois cuite, prennent une couleur noire.
Le paltruc blanc (appelé aussi évêque blanc, ou il bouilli blanc ou bisbot) contient la viande maigre et la graisse, mais pas de sang. On peut aussi y mettre du foie ou de la langue.
Le paltruc d'œuf (ou paltruc blanc) est la variante où la farce est un mélange de viande maigre bouillie, de graisse et d'œuf.

## Étymologie
Dans la Communauté valencienne et dans une partie des Pays catalans il s'appelle bouilli et dans le Ripollès, le Gironès, l'Alt Empordà, la Garrotxa, les Guilleries, Osona, dans le Vallès Oriental, dans le Maresme et vers Gérone aussi paltruc. 
Quelques uns disent que le nom bouilli provient de botulu, nom latin qui désigne la saucisse.
D'autres affirment, que comme ses composants sont la langue et autres organes internes qu'ils coûtent plus de cuire, anciennement se faisaient bouillir dans une marmite à feu fort et avec le premier bouilli avant faire les charcuteries. Dans le Solsonès il s'appelle donegal.